# Sven Kretzschmar (Fußballspieler)
Sven Kretzschmar (* 10. Juli 1965) ist ein ehemaliger deutscher Fußballspieler. In der höchsten Spielklasse des DDR-Fußballs, der Oberliga, spielte er für die SG Dynamo Dresden und die BSG Stahl Riesa.

## Sportliche Laufbahn

### Gemeinschafts- und Vereinsstationen
Noch spielberechtigt im Juniorenbereich erhielt das Talent bereits im Herbst 1982 im Übergang zwischen Nachwuchs- und Männerfußball Spielpraxis in der vorerst letzten Spielzeit der Nachwuchsoberliga bei der SG Dynamo Dresden, der er seit 1977 angehörte. Noch vor seinem 18. Geburtstag debütierte Sven Kretzschmar im Februar 1983 in der Oberligaelf der Dresdner. Am 14. Spieltag der Saison 1982/83 stand die 1,76 Meter große Defensivkraft beim 2:0-Heimerfolg gegen die BSG Wismut Aue sofort in der Startelf und bestritt die vollen 90 Minuten. Bis auf den 23. Spieltag war er in allen Rückrundenpartien von Beginn an und über die volle Distanz im Einsatz. In der folgenden Spielzeit konnte der gelernte Maschinenanlagenmonteur diesen zwölf Erstligaeinsätzen für die Schwarz-Gelben nur noch zwei weitere hinzufügen. In den Spieljahren 1984/85 und vor allem 1985/86 gehörte er zum Stammpersonal der Dynamo-Zweitvertretung in der zweitklassigen Liga.

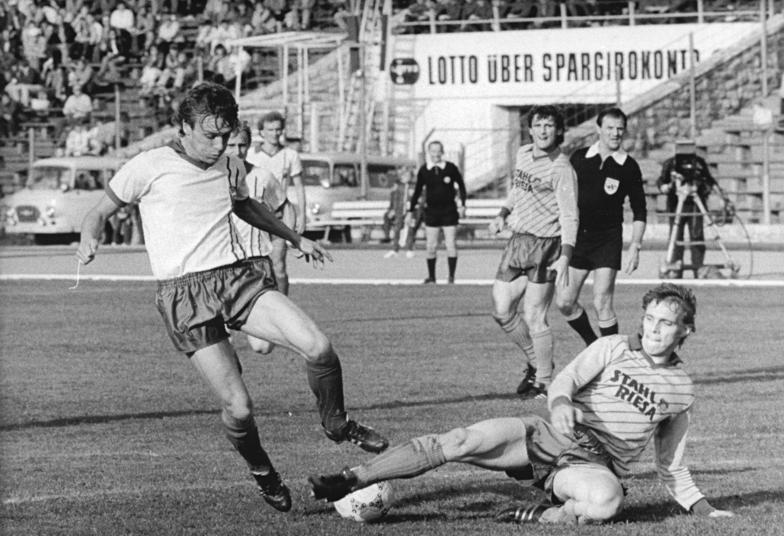
Sven Kretzschmar (rechts) versucht Thomas Doll vom BFC Dynamo vom Ball zu trennen (1987)

Während Sven Kretzschmar in der Sonderausgabe von Deutschem Sportecho und fuwo im Sommer 1986 noch im Dresdner Erstligakader, für den er seit Oktober 1983 keine Partie um Punkte mehr absolviert hatte, auftauchte, lief der Verteidiger ab dem 1. Spieltag der Saison 1986/87 für die BSG Stahl Riesa auf. Nach zwölf Einsätzen in seinem Premierenjahr für die Stahl-Elf kamen in der Riesaer Abstiegssaison weitere 13 hinzu. Nachdem er 1988/89 zu den Stammkräften zählte (32 Einsätze), spielte er auch in der Wendesaison der Liga (10 Punktspiele) und der letzten eigenständigen Saison des ostdeutschen Zweitligafußballs (28 Begegnungen) weiter für das Team aus dem Ernst-Grube-Stadion.
Nach der Wiedervereinigung und der Zusammenführung von ost- und westdeutschem Fußball hielt er den Riesaern auch in der drittklassigen NOFV-Amateur-Oberliga die Treue. Trat die Elf zunächst 1991/92 als FC Stahl an, wurde später daraus der Riesaer SV. In der Saison 1992/93 konnte der ehemalige Erstligist den Klassenerhalt in Liga 3 nicht mehr bewerkstelligen.

### Auswahleinsätze
Da er im Frühjahr 1984 nicht zu Einsätzen in der Dresdner Oberligaelf kam und auch nicht zum ursprünglichen Aufgebot der ostdeutschen DDR-U-21 für das Testspiel Ende März gegen die tschechoslowakische Nachwuchsauswahl zählte, scheint sein einziger Einsatz in diesem Team in dieser mit 2:3 verlorenen Partie in Most aus einer geografisch durch die Nähe Dresdens zum Spielort begründeten Nachnominierung zu resultieren. Für das nächste U-21-Länderspiel gegen Polen eine Woche später verblieb Kretzschmar im Kader, wurde bei der 0:2-Heimniederlage der DDR-Elf in Babelsberg aber nicht aufgeboten.